# Moriya
Moriya (jap. 守谷市 Moriya-shi) – miasto w Japonii, w prefekturze Ibaraki, we wschodniej części wyspy Honsiu. Ma powierzchnię 35,71 km². W 2020 r. mieszkało w nim 68 426 osób, w 27 243 gospodarstwach domowych  (w 2010 r. 62 434 osoby, w 22 833 gospodarstwach domowych).

## Historia
Miejscowość Moriya była częścią powiatu Kitasōma w latach 1878–2002. 15 lutego 1955 roku część wsi Takai została włączona do miejscowości Moriya. 1 marca 1955 roku teren miejscowości powiększył się o wioski Ōisawa, Ōno i Kōya. 2 lutego 2002 roku Moriya zdobyła status miasta.

## Geografia
Miasto sąsiaduje z miastami:
- Prefektura Ibaraki
  - Tsukubamirai
  - Toride
  - Jōsō
- Prefektura Chiba
  - Noda
  - Kashiwa

## Populacja
Zmiany w populacji terenu miasta w latach 1950–2020: